# Final Fantasy VII Rebirth
Final Fantasy VII Rebirth — це гра в жанрі рольовий бойовик, розроблена та видана компанією Square Enix у 2024 році. Гра є продовженням Final Fantasy VII Remake (2020) і є другою в запланованій трилогії ігор-ремейків гри Final Fantasy VII для PlayStation 1997 року.
Як і в попередній частині, ігровий процес Rebirth поєднує екшен у реальному часі зі стратегічними та рольовими елементами. Події гри розгортаються одразу після подій першої частини. Гравці керують найманцем Cloud Strife та партією персонажів, що складається переважно з екотерористичної групи Avalanche, які вирушають у подорож Планетою, щоб перешкодити мегакорпорації Shinra експлуатувати її життєву сутність — Життєвий Потік, як джерело енергії, та перемогти колишнього елітного солдата Сефірота, який прагне об'єднатися з Планетою, щоб досягти більшої могутності.
Rebirth була запущена у виробництво в листопаді 2019 року, до виходу Remake, і була анонсована в червні 2022 року. Усі провідні розробники попередньої гри повернулися на ті самі посади, але з Тецуєю Номурою як креативним директором замість режисера та Наокі Хамагучі як режисером замість співрежисера.
Rebirth вийшла для PlayStation 5 29 лютого 2024 року, а версія для Windows з різними покращеннями запланована на 23 січня 2025 року. Після релізу гра отримала схвальні відгуки критиків, була номінована та отримала кілька нагород за підсумками року.

## Ігровий процес
Final Fantasy VII Rebirth — друга частина запланованої трилогії ігор, що є ремейком гри Final Fantasy VII для PlayStation 1997 року. Вона починається після подій Final Fantasy VII Remake (2020), після втечі команди з мегаполіса Мідгар.
Гравці керують переважно Клаудом Страйфом, колишнім солдатом Шинри, який приєднується до екотерористичної групи Avalanche, щоб боротися з Шинрою, яка висмоктує життєву енергію Планети, і втягується в конфлікт з легендарним солдатом Сефіротом, який повернувся після того, як вважався мертвим. Як і Remake, Rebirth переосмислює елементи оригінальної гри, розширюючи розвиток персонажів і загальну структуру оповіді.
У грі є дослідження і битви в реальному часі, а також більш відкритий світ, ніж у лінійному проходженні Remake. Маркери цілей з'являються на екрані, виділяючи основні сюжетні та побічні завдання, які потрібно виконати, а також відповідну відстань до них у потойбічному світі. На додаток до піших прогулянок, команда може їздити на чокобо для швидшого пересування. Rebirth розвиває гібрид екшн-орієнтованого ближнього бою та системи бою в активному часі (ATB), представленої у Remake, в якій гравець бере під контроль набір персонажів, між якими можна вільно перемикатися під час гри. Під час бою персонажі використовують як фізичні атаки, так і магію, а також можуть поглинати предмети для наступу, захисту та реанімації з меню, в той час як ігровий процес навколо них призупиняється. Механіка «Синергія», вперше представлена в завантажуваному контенті (DLC) «Episode INTERmission» для Final Fantasy VII Remake Intergrade (2021), повертається, дозволяючи учасникам команди синхронізувати свої атаки.